# Stanley Miller
Stanley Lloyd Miller (Oakland, California, 7 de marzo de 1930-National City, California, 20 de mayo de 2007) fue un biólogo químico estadounidense conocido por sus estudios sobre el origen de la vida. Se graduó en la Universidad de California (obteniendo su licenciatura en ciencias en 1951), donde fue estudiante de Harold Urey. En el experimento de Miller y Urey, llevado a cabo en 1953 como estudiante diplomado, realizó una simulación a partir de la hipótesis creada por Oparin de las condiciones de la Tierra primitiva en busca de las reacciones químicas que pudieron construir sus primeros bloques esenciales (aminoácidos y proteínas) simples. En 1954 obtuvo el doctorado en Química en la Universidad de Chicago. Fue ayudante de profesor (1958-1960), profesor asociado (1960-1968) y profesor de química en la Universidad de California, San Diego en 1968, permaneciendo en el puesto durante muchos años.
Sus estudios abarcan el origen de la vida (se consideró un pionero en el estudio de exobiología), la ocurrencia natural de hidratos clatratos, y mecanismos generales de anestesia. Fue miembro de la Academia Nacional de Ciencias de Estados Unidos, y recibió una Medalla Oparin.
En la década de 1950, Miller ayudó a reemplazar la síntesis abiótica de compuestos orgánicos en el contexto de la evolución. Utilizó la simulación en laboratorio de las condiciones químicas en la Tierra primigenia para demostrar que la síntesis espontánea de estos compuestos podría haber sido una etapa precoz del origen de la vida. Aunque algunos científicos dicen[¿quién?] que los gases que utilizó para este experimento eran erróneos.

## Experimento de la sopa primigenia

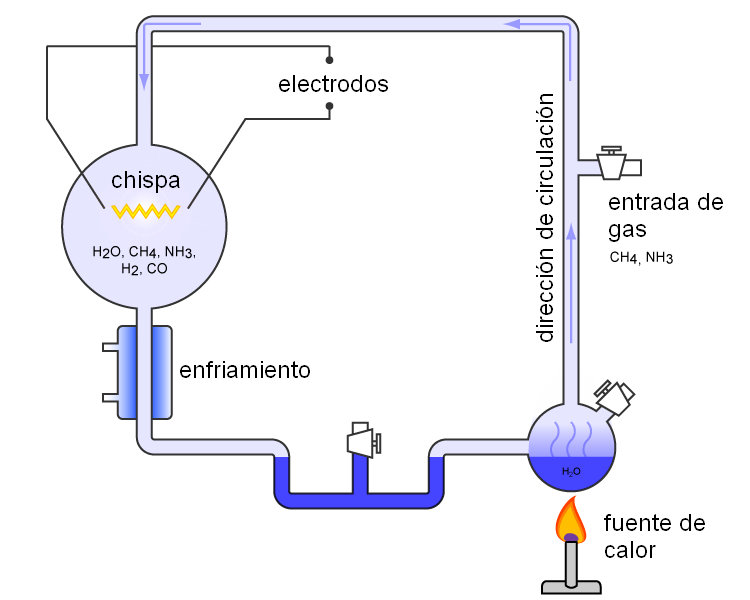
Experimento de Miller, llevado a cabo con Harold Urey.

En 1953, Stanley Miller, un joven de postgrado, llevó a cabo una serie de experimentos en el laboratorio de Harold Clayton Urey, que fueron publicados ese año en la revista Science. Alexander Oparin y John Haldane, Stanley Miller y Harold Clayton Urey supusieron que la atmósfera terrestre primitiva estaba compuesta principalmente de NH3, H2O, CH4 y H2.
Diseñaron un tubo que contenía estos gases, similares a los existentes en la atmósfera temprana de la Tierra, y un balón de agua que imitaba al océano temprano. Unos electrodos producían descargas de corriente eléctrica dentro de la cámara llena de gas, simulando los rayos. Dejaron que el experimento prosiguiera durante una semana entera, y luego analizaron los contenidos del líquido presente en el balón. Encontraron que se habían formado cuatro aminoácidos orgánicos de los veinte necesarios para que la vida exista, que son componentes de las proteínas y seis componentes de los ácidos nucleótidos que aparecen en el núcleo de las células y son las sustancias elementales para formar la vida a partir de estos materiales inorgánicos simples, aunque sin lograr probar el desarrollo evolutivo de la vida en la tierra.